# Mortal Kombat: Shaolin Monks
Mortal Kombat: Shaolin Monks (скор. МК: SM; укр. Смертельна битва: Шаолінскі монахи) — відеогра в жанрі пригодницького бойовика, розроблена Midway L.A. і видана Midway Games у 2005 році на PlayStation 2 і Xbox.
Головними героями гри є монахи Шаолінського монастиря, Лю Кан і Кунг Лао, які подорожують різними світам у спробі запобігти плану чаклуна Шанг Цзуна із захоплення Земного царства. Гравець може управляти одним персонажем на вибір в однокористувацькому режимі (у режимі кооперативу будуть задіяні обидва) і незважаючи на те, що це пригодницька відеогра, тут також присутня механіка з ключовими елементами серії файтингів Mortal Kombat, такими як добивання і комбо.
Спін-офф, присвячений Лю Кангу, розглядався з початку 2000-х, але був відкладений після негативної реакції на попередні пригодницькі спін-оффи, "Міфології": Sub-Zero (1997) та "Спецназ" (2000). Shaolin Monks була офіційно анонсована в 2004 році, як частина плану Midway випускати ігри серії Mortal Kombat щорічно. Розроблена з наміром привернути увагу фанатів Mortal Kombat, Shaolin Monks включає в себе елементи з попередніх частин файтингу, в тому числі фатальні випадки, комбо і режим "протистояння".

## Геймплей
Гра має три основні режими гри. Окрім однокористувацького режиму, гра має кооперативний режим, де двоє гравців можуть разом проходити гру, маючи доступ до деяких зон та предметів, недоступних в однокористувацькому режимі. Існує також режим versus, де двоє гравців можуть битися один проти одного на деяких аренах, представлених у грі.  Крім того, гравці можуть грати в скорочену, цензуровану демо-версію The Suffering: Ties That Bind, а також в емуляцію аркадної досконалої версії Mortal Kombat II (яка взята з Midway Arcade Treasures 2; розроблена Digital Eclipse).
Shaolin Monks має багатовекторну бойову систему, яка дає гравцям можливість вільно атакувати будь-якого з ворогів, що їх оточують. Рушій дозволяє гравцеві підтримувати комбіновані атаки на кількох ворогів, і навіть продовжувати свої комбо після запуску ворога в повітря за допомогою потужної атаки або кидка. Головні герої також мають багато своїх фірмових прийомів із серії. Комбо та спеціальні прийоми можна покращувати, заробляючи очки досвіду. Вони в основному отримуються за перемоги над супротивниками, а система комбо примножує їхню цінність. Навколишнє середовище відіграє життєво важливу роль у грі, оскільки є кілька небезпек, які миттєво вбивають ворога, наприклад, ями в підлозі або колеса з шипами, що обертаються. Використання деяких елементів оточення таким чином, а також атака або знищення певних об'єктів слугують елементом вирішення головоломки для розблокування секретів у грі.
Гра також включає в себе смертельні випадки, характерні для серії Mortal Kombat. Виконання комбо на ворогів збільшує лічильник смертей. Як тільки цей лічильник досягне певного рівня, можна виконати фаталіті, незалежно від рівня здоров'я супротивника. Головні герої мають можливість виконувати кілька різних смертельних прийомів, деякі з яких є оновленими 3D-версіями смертельних прийомів з першої та другої ігор серії Mortal Kombat. Гравець також може розблокувати можливість робити Multalities, які являють собою смертельні удари, що наносяться відразу декільком ворогам. Концепція Brutalities з Ultimate Mortal Kombat 3/Mortal Kombat Trilogyy також була повернута, хоча і з іншою функцією. Після виконання ходу гравець може наносити більш руйнівні атаки протягом обмеженого часу .

## Історія
Mortal Kombat: Shaolin Monks охоплює події Mortal Kombat II, починаючи з наслідків першої Mortal Kombat. Битва несамовито вирує в острівній фортеці Шан Цун у Загубленому морі, а чаклун спостерігає, як бійці б'ються з його солдатами, щоб захистити Земне царство. Монах Шаоліня Лю Кан перемагає Шан Цзуна, і на його захист стає воїн Горо. Поки Горо відволікає всіх інших, Шан Цун створює портал у Потойбічний світ і відступає зі своїми союзниками. Згодом з'являється бог грому Рейден і попереджає решту бійців забиратися з острівного палацу, бо він обвалюється в море. Усі, окрім Лю Кана та Кунг Лао, евакуюються і тікають назад до Академії Ву Ши.
Однак Лю Канг і Кунг Лао мусять пробитися до іншого порталу, щоб потрапити до Академії Ву Ши. Після прибуття Рейден нагороджує своїх воїнів за порятунок Земномор'я. Однак Барака і Таркатан нападають на Академію Ву Ши. Хоча таркатани зазнають поразки, Барака захоплює Соню Блейд. Рейден підтверджує, що Шан Цун намагається заманити Лю Кана та його союзників у Потойбіччя, де він може наказати своїм поплічникам напасти на них і вичікувати свого часу, щоб отримати владу. У разі успіху Шан Цун завоює Землю без перемоги в турнірі "Смертельна битва", що є шахрайством.
Лю Кан і Кунг Лао вирушають у подорож кошмарним царством Потойбіччя, щоб зупинити змову чаклуна. Їх веде Рейден, а допомагає їм Джонні Кейдж. Під час подорожі вони зустрічають кількох союзників і дізнаються про ще одну людину, яка хоче отримати Землю - імператора Потойбіччя Шао Кана. Під час подорожі всіх союзників Лю Кана та Кунг Лао захоплюють у полон. Діставшись до Шао Кана, Шан Цун дізнається, що під час подорожі вони час від часу видавали себе за Рейдена, щоб кожна поразка солдата збільшувала його силу, достатню для того, щоб викрасти владу Шао Кана над Потойбіччям.
Двоє монахів Шаоліня перемагають Шан Цзуна та Кінтаро та кидають виклик Шао Кану. За допомогою справжньої Рейден, Лю Кан і Кунг Лао вбивають Імператора, і обидва отримують титул чемпіонів. З друзями та Потойбіччям у безпеці, група Рейдена повертається до Земного світу, щоб відсвяткувати свою перемогу. Але непомітно для інших, Куан Чі піднімає свій Амулет і маніакально сміється, завершуючи історію.

## Персонажі
Головні герої "Монахи Шаоліня" - Лю Кан і Кунг Лао. В якості союзників головних героїв виступають Рейден, Джонні Кейдж, Кітана, Саб-Зіро та Джекс. Більшість союзників з'являються, щоб допомогти головним героям під час окремих сегментів гри. Ворогами протагоністів є Шао Кан, Шан Цун, Міліна, Джейд, Рептилія, Барака, Горо, Скорпіон і Кінтаро. Ці персонажі виконують роль босів на рівнях гри. З Ермаком і Кано також можна битися як з додатковими босами. Серед інших персонажів - Соня Блейд, Кабал, Нуб Сайбот і Куан Чі, які здебільшого з'являються лише в кінематографі. Смоука, посилаючись на його зображення в Mortal Kombat II, можна знайти в Живому Лісі, де він призначає гравцеві додаткові місії, необхідні для розблокування Mortal Kombat II. Також відсилаючи до другої гри, Блейз з'являється, коли бореться зі своїм неназваним супротивником на тлі Ями II. Після завершення гри Саб-Зеро і Скорпіон стають доступними як персонажі в сюжетному режимі, хоча історія залишається незмінною. У режимі "Протистояння" грають Лю Канг, Кунг Лао, Скорпіон, Саб-Зеро, Джонні Кейдж, Кітана, Рептилія та Барака; усіх, окрім Лю Канга та Кунг Лао, можна розблокувати, зібравши жетони, знайдені в сюжеті.

## Розробка
Спочатку передбачалося, що спін-офф з Лю Кангом у головній ролі буде розроблений незабаром після Mortal Kombat: Special Forces, попередньої пригодницької гри серії у 2000 році, але цього не сталося через відхід Джона Тобіаса і вкрай негативне сприйняття гри Special Forces. У жовтні 2004 року президент Midway Games Девід Ф. Цукер назвав вихід Shaolin Monks "першим кроком до того, щоб зробити те, чого фанати Mortal Kombat вимагали: щороку випускати нову гру у всесвіті Mortal Kombat".
Продюсер Шон Гіммерік заявив, що команда хотіла зробити Mortal Kombat з "більш глибокою історією". Команда була фанатом пригодницьких ігор і вирішила слідувати цьому напрямку. Співтворець Mortal Kombat Ед Бун працював креативним директором Shaolin Monks і приєднався до програмістів команди для створення бойового рушія. Команда знайшла виклик у поєднанні елементів екшену з багатовекторним бойовим рушієм, намагаючись уникнути перетворення гри на "розбивач кнопок". Їхня ідея полягала в тому, щоб дати гравцеві більше свободи у виконанні кількох ходів разом, ніж у будь-якій іншій пригодницькій грі. Вони могли б атакувати в будь-якому напрямку. Команда додала в гру кілька елементів Mortal Kombat, щоб зробити гру більш привабливою .
Оскільки Mortal Kombat II була улюбленою грою Еда Буна в серії, історія цього спін-оффу була заснована на ній. Також було бажання включити як Лю Кана, так і Кунг Лао як протагоністів, причому останній був представлений у Mortal Kombat II. Режим протистояння в грі з'явився через баг, який дозволяв тестувальникам битися один проти одного. На відміну від типових ігор серії Mortal Kombat, режим протистояння був створений з елементами пригодницьких ігор . Рушій відрізняється від рушія Mortal Kombat Deception і був створений, щоб конкурувати з іншими пригодницькими іграми. Кооперативний режим був створений таким чином, щоб гравці могли працювати разом, щоб виконувати нові рухи і відкривати контент, який не може зробити один гравець. Спочатку планувалося, що в кооперативному режимі зможуть грати більше двох гравців . 
У той час, як Ден Форден був аудіорежисером, Джеймі Крістоферсон працював композитором .

## Приймальня
Mortal Kombat: Shaolin Monks була продана накладом понад мільйон копій  і отримала переважно схвальні відгуки. На GameRankings вона отримала в середньому 79,10 % і 80,64 % для консолей PlayStation 2 і Xbox відповідно . Критики похвалили гру за те, що вона перетворила франшизу на розважальний екшн . Ігровий процес був відзначений за те, що в ньому повторюються рухи з класичних ігор серії Mortal Kombat, такі як фаталіті, а спосіб обробки комбо - у порівнянні з God of War. 1UP.com був незадоволений складністю гри, оскільки ШІ може бути занадто сильним, але може змусити гравця використовувати більш креативні ходи.  З іншого боку, GameZone вважав бої з босами більш приємними завдяки тактиці, необхідній для їх перемоги. Кооперативний режим був відзначений за надання гравцям доступу до прихованих бонусів, але в той же час був підданий критиці за неможливість продовження гри в одиночному режимі.  Це була одна з п'яти ігор, номінованих GameSpot на звання «Найдивовижніша гра 2005 року» . 
XPlay похвалив велику кількість комбо та завершальних рухів, які може виконати гравець, і рекомендував аудиторії використовувати кооперативний режим для подальшої насолоди від гри. TeamXbox погодилася, оскільки виконання комбо можна ще більше насолодитися, коли гравці використовують двох персонажів.
Щодо оповіді та презентації, IGN вважає, що озвучення персонажів було занадто вимушеним, особливо вказуючи на акторів Лю Кана та Рейдена.  GameZone стверджує, що світи були привабливими, особливо сцена Pit.  TeamXbox вважає, що історія гри була приємною, незважаючи на негативні відгуки, надані іншим історіям Mortal Kombat.
WorthPlaying прокоментували сюжет Shaolin Monks як такий, що більше спирається на фактор ностальгії, на відміну від їхньої попередньої гри, Deception, оскільки улюблені фанатами персонажі, такі як Джонні Кейдж та Рейден, часто з'являються в грі, щоб допомогти головним героям .